# Aglossorrhyncha viridis
Aglossorrhyncha viridis är en orkidéart som beskrevs av Rudolf Schlechter. Aglossorrhyncha viridis ingår i släktet Aglossorrhyncha och familjen orkidéer. Inga underarter finns listade i Catalogue of Life.